# Театар апсурда
Театар апсурда (фр. Théâtre de l'Absurde) је термин који се користи за представе фикције апсурда, а којим се означавају остварења неколицине драмских писаца из касних 1940-их (до касних 1960-их), а такође и за театар који развио полазећи од ових дела. Он је изразио уверење да у безбожном универзуму људско постојање нема смисла или сврхе, па стога ни комуникација нема никаквог смисла. Логичке конструкције и аргументи дају право да се говори о ирационалном и нелогичном што доводи до крајњег закључка позоришта, тишине.

## Етимологија
Критичар Мартин Еслин је сковао термин "театар апсурда" у свом есеју из 1960. године, а касније је издао књигу под истим именом. Објавио је представе које су базиране на теми апсурда, слично као Албер Ками, који овај израз употребљава у есеју „Мит о Сизифу“ из 1942. Апсурд је у овим комадима представљен у облику човекове реакције на свет без смисла или као човек којим се управља као марионетом од стране невидљивих спољашњих сила. Иако се израз примењује на широк спектар представа, постоје неке опште карактеристике које су заједничке за већину комада: комедија која се меша са трагичним и стравичним сликама, ликови коју су ухваћени у безнадежним ситуацијама, приморани да понављају бесмислене радње; дијалог пун клишеа, игра речи и глупости; завере које се циклично или апсурдно понављају; пародија или бежање од реализма и концепта „добро направљена игра“.
Драмски писци чија се дела углавном означавају као театар апсурда су: Семјуел Бекет, Ежен Јонеско, Артур Адамов, Жан Жене, Харолд Пинтер, Луиђи Пирандело, Том Стопард, Фридрих Диренмат, Алехандро Ходоровски, Фернандо Арабал, Вацлав Хавел и Едвард Олби.

## Порекло
У првом издању Театара апсурда из 1961. године, Еслин је приметио да рад ових драматурга даје уметнички смисао филозофији Албера Камија, која тврди да је живот сам по себи без смисла, што је и илустровао у свом делу Мит о Сизифу. У првом издању Еслин је представио четири дефинишућа драматурга покрета, Семјуела Бекета, Артура Адамова, Ежена Јонеска и Жана Женеа, а у каснијим издањима додао је и петог драмског писца, Харолда Пинтера, иако сваки од ових писаца има јединствене преокупације и карактеристике које надилазе термин "апсурд." Остали писци које су Еслин и други критичари повезали са овом групом су Том Стопард, Фридрих Диренмат, Ферандо Арабал, Едвард Олби, Борис Вијан, Жан Тардије.

## Значајни претходници
Иако етикета "театар апсурда" обухвата велики број драмских текстова различитих стилова, они имају неке уобичајене стилске претходнике (Еслин, 1961). Ови претходници укључују елизабетанску трагикомедију, формално експериментисање, патафизику, надреализам, дадаизам и, што је најважније, егзистенцијализам.

### Елизабетанска –трагикомедија
Већина "апсурдистичких" представа је трагикомедија. Како Нел каже у Бекетовом Крају партије, „Ништа није смешније од несреће ... то је најкомичнија ствар на свету“ Еслин наводи Вилијама Шекспира као утицај на аспект "драме апсурда". Шекспиров утицај признат је директно у насловима Јонесковог Магбета и Стопардовог Розенкранц и Гилденстерн су мртви. Фриедрих Диренмат у свом есеју "Проблеми театра" каже: "Комедија је за нас погодна ... Али, трагика је и даље могућа чак и ако чиста трагедија не постоји. Трагику можемо постићи из комедије. То можемо извести као застрашујући тренутак, као понор који се нагло отвара; заиста су многе Шекспирове трагедије заправо комедије из којих произилази трагично."
Иако је прожет са значајном количином трагедије, театар апсурда одјекује кроз друге сјајне форме комичне представе, тврди Еслин, од комедије дел арте до водвиља. Такође, Еслин наводи комичаре раног филма и уметнике мјузикхола као што су Чарли Чаплин, Кејстон полицајци и Бастер Китон као директне утицаје. (Китон је чак глумио у Бекетовом филму 1965. године.)

### Формално експериментисање
Као експериментални облик позоришта, многи драматурзи Театра апсурда користе технике које су позајмили од ранијих иноватора. Писци и технике које се често спомињу у вези са Театром апсурда укључују песнике нонсенса из 19. века, попут Луиса Керола или Едварда Лира; пољског драматурга Станислава Игнација Виткјевича; руске драматурге Данила Хармса, Николаја Ердмана и друге; технике дистанцирања Бертолта Брехта у његовом "Епском театру" ; и "представе из снова" Аугуста Стриндберга.
Један од најчешће цитираних претходника је Луиђи Пирандело, посебно његова драма Шест лица тражи писца. Пирандело је био веома цењени позоришни експерименталиста који је желео да сруши „четврти зид" претпостављен реализмом драматурга попут Хенрика Ибсена. Према В. Б. Вортену, Шест лица и друге Пиранделове драме користе „Метатеатар - играње улога, приче у причи и флексибилан осећај граница позорнице и илузије - за испитивање високо-театризоване визије идентитета“.
Други утицајни драматург био је Гијом Аполинер чија драма „Сиса Тиресијина“ је прво дело названо „надреалним".

### Патафизика, надреализам и дадаизам
Један од најзначајнијих заједничких претходника је Алфред Жари чији дивљи, непоколебљиви и ласцивни комад Краљ Иби скандализовао Париз у 1890. године. Такође, концепт "патафизике - науке о имагинарним решењима "- први пут је представљен у Жаријевој драми Дела и мисли доктора Фаустрола, патафизичара био је инспирација многим каснијим апсурдистима, од којих су се неки придружили Колеџу патафизике, основаном у Жаријеву част 1948. године (Јонеско, Арабал и Вијан добили су титулу Трансцендални сатрап Колеџа патафизике). Позориште Алфред Жари, које су основали Антонен Арто и Роже Витрак, одржало је неколико апсурдистичких представа, међу којима и Јонескове и Адамова
Артоово "Позориште окрутности" (представљено у збирци есеја Позориште и његов двојник) био је посебно важан филозофски трактат. Арто је тврдио да је ослањање театра на књижевност неадекватно и да је права снага позоришта била у његовом висцералном утицају. Арто је био надреалиста, а многи други чланови групе надреалиста имали су значајан утицај на апсурдисте.
Апсурдизам се такође често упоређује са претходником надреализма, дадаизмом (на пример, дадаистичке представе Тристана Цара изведене у Кабареу Волтер у Цириху). Многи су апсурдисти имали директне везе са дадаистима и надреалистима. Јонеско, Адамов, и Арабал на пример, били су пријатељи са надреалистима који су још увек живели у Паризу, укључујући Пола Елијара и Андреа Бретона, оснивача надреализма, а Бекет је превео многе надреалистичке Бретонове песме као и других аутора са француског на енглески језик.

### Веза са егзистенцијализмом
Многи апсурдисти били су савременици са Жан-Полом Сартром, филозофским гласноговорником егзистенцијализма у Паризу, али мало се апсурдиста заправо заложило за Сартрову сопствену егзистенцијалистичку филозофију, коју је изразио у Бићу и ништавилу, а многи су апсурдисти имали компликоване односе с њим. Сартр је хвалио Жанеове драме, наводећи да је за Жанеа „добро само илузија. Зло је ништавило које настаје на рушевинама добра“.
Јонеско је, међутим, горко мрзео Сартра. Јонеско је оптужио Сартра да подржава комунизам, а да игнорише злочине које су починили комунисти; написао је Носорога као критику слепог конформизма, било да је то нацизам или комунизам; на крају представе један човек остаје на Земљи одупирући се трансформацији у носорога. Сартр је критиковао Носорога постављањем питања: "Зашто постоји један човек који се опире? Бар бисмо могли научити зашто, али не, не учимо ни то. Он одолева јер је тамо". Сартрова критика истиче примарну разлику између театра апсурда и егзистенцијализма: театар апсурда показује неуспех човека без препоруке решења. У интервјуу из 1966. године, Клод Бонефи, упоређујући апсурдисте са Сартром и Камијем, рекао је Јонеску: "Чини ми се да сте Бекет, Адамов и ви почели не од филозофских размишљања или повратка класичним изворима, него из искуства из прве руке" и жеља да пронађете нови позоришни израз који би вам омогућио да ово искуство створите у свој својој акутности, али и непосредности. Ако су Сартр и Ками смислили те теме, изразили сте их на далеко виталнији савремени начин ". Јонеско је одговорио: „Имам осећај да су ови писци - који су озбиљни и важни - говорили о апсурду и смрти, али да никада нису заиста живели ове теме, да их нису осећали у себи на готово ирационалан, висцерални начин, да све то није било дубоко записано у њиховом језику. За њих је то била још увек реторика, елоквенција. Код Адамова и Бекета то је заиста гола стварност која се преноси очигледном дислокацијом језика".
У поређењу са Сартровим концептом о функцији књижевности, Семјуел Бекет се првенствено фокусирао на неуспех човека да савлада "апсурд", о понављању живота иако ће крајњи резултат бити исти без обзира на све и све је у суштини бесмислено, као што каже Џејмс Нолсон у књизи  "Проклетство славе", Бекетов рад се фокусира на "сиромаштво, неуспех, изгнанство и губитак, или како је он рекао, на човека као на не-знам и као на не-можеш." Бекетова веза са Сартром се закомпликовала због грешке у једном од његових прича објављене у Сартровом часопису Les Temps modernes. Бекет је рекао да, иако му се свиђа Мучнина, углавном је сматрао да је Сартров и Хајдагеров начин писања "превише филозофски" а себе је сматрао "не филозофом".

## Историја
Покрет "Апсурд" или "Ново позориште" првобитно је био авангардни феномен са седиштем у Паризу (на Рив гош, одн. боемској левој обали Сене) повезан са изузетно малим позориштима у Латинској четврти. Неки апсурдисти, попут Жана Женеа, Жана Тардијеа, и Бориса Вијана, рођени су у Француској. Многи други апсурдисти рођени су негде другде, али су живели у Француској, пишући често на француском попут Семјуела Бекета из Ирске, Ежена Јонеска из Румуније, Артура Адамова из Русије, Алехандра Ходоровског из Чилеа и Фернанда Арабала из Шпаније. Како је утицај апсурдиста растао, стил се проширио и на друге земље, на драматурге на које су директно утицали апсурдисти из Париза или драматурге које су критичари називали апсурдистима. У Енглеској неки од оних које је Еслин сматрао практичарима Театра апсурда су Харолд Пинтер, Том Стопард, Н. Ф, Симпсон, Џејмс Сондерс, и Дејвид Камтон; у Сједињеним државама Едвард Олби, Сем Шепард, Џек Гелбер и  Џон Гер; у Пољској, Тадеуш Розевич, Славомир Мрожек и Тадеуш Кантор У Италији Дино Буцати, и у Немачкој, Петер Вајс, Волфганг Хилдешејмер, и Гинтер Грас. У Индијису и Мохит Чатопадхи и Махеш Елкушвар такође означени као апсурдисти. Други међународни драматурзи апсурдисти су Тауфик ал-Хаким из Египта; Хонах Левин из Израела, Мигел Михура из Шпаније; Хозе де Алмада Негреирос из Португала; Михаил Волохов из Русије; Јордан Радичков из Бугарске; и драматург и бивши чешки председник Вацлав Хавел.

### Важне представе
- Служавке Жана Женеа (Les Bonnes) премијерно приказана 1947. године.[82]
- Ћелава певачица Ежена Јонеска (La Cantatrice Chauve) премијерно приказана 11. маја 1950. године у Театру Ноктанбул, следе Час (La Leçon)  1951. и Столице (Les Chaises) 1952. године[83][84]
- Чекајући Годоа Семјела Бекета премијерно приказана 5. јануара 1953. године у Театру Бабилон у Паризу.[85]
- Балкон Жана Женеа (Le Balcon) премијерно приказана 1957. године у Уметничком позоришту у Лондону[86]
- Соба Харолда Пинтера (The Room) премијерно приказана у мају 1957. године у Драмском студију Универзитета у Бристолу.[87][88] Пинтереов Рођендан премијерно је приказан у Позоришту Вест Енд 1958. године.[89]
- Животињска прича Едварда Олбија премијерно приказана у Западном Берлину у Шилеровом позоришту Верккстат 1959. године.[90]
- Крапова последња трака Семјела Бекета премијерно је приказана 28. октобра 1959. године the Краљевско дворско позориште у Лондону.[91]
- Пикник у природи Фернанда Арабала (Pique-nique en campagne) cпремијерно приказана 1958. године.[92][93]
- Црнци Жана Женеа (Les Nègres) објављена 1958. али премијерно приказана у Позоришту Лутес у Паризу 28. октобра 1959. године.[94]
- Носорог Ежена Јонеска објављена 1959. али премијерно приказана у Паризу у јануару 1960. године у Одеону.[95]
- Срећни дани Семјела Бекета премијерно приказана у Позоришту Чери Лејн у Њујорку  17. септембра 1961. године.[96]
- Ко се боји Вирџиније Вулф? Едварда Олбија премијерно приказана у Њујорку 13. октобра 1962. године.[90]
- Повратак Харолда Пинтера премијерно приказана у Лондону јуна 1965. године у Позоришту Алдвич.[97][98]
- Марат/Сад Петера Вајса (The Persecution and Assassination of Jean-Paul Marat as Performed by the Inmates of the Asylum of Charenton Under the Direction of the Marquis de Sade) премијерно приказана у Западном Берлин 1964. године а у Њујорку годину дана касније.[99]
- Розенкранц и Гилденстерн су мртви Тома Стопарда премијерно приказана на Единбуршком Фринџ фестивалу 1966. године.[100]
- Гробље аутомобила Фернанда Арабала  (Le Cimetière des voitures) такође је премијерно приказана 1966. године[92]
- Диктатор либанског ауттора Исама Махфуза премијерно приказана у Бејруту 1969. године.[101]
- Катастрофа Семјуела Бекета, посвећен чешком драматургу који је тада био затворен Вацлаву Хавелу и који је постао председник Чехословачке након Плишане револуције 1989. године, премијерно је изведена на Авињонском фестивалу 21. јула 1982. године.[102][103] Филмску верзију режирао је Дејвид Мамет, а глумили су Харолд Пинтер, Џон Гилгуд и Ребека Пиџен.[104]

### Наслеђе
Одјеци елемената „Театра апсурда“ могу се видети у делу многих каснијих драмских писаца, од више авангардних или експерименталних драматурга попут Сузан-Лори Паркс у драмама Смрт последњег црнаца у целом свету и Америчка игра, до, на пример, релативно реалистичног драматурга попут Дејвида Мамета у драми Гленгери Глен Рос, коју је Мамет посветио Харолду Пинтеру. Ирски драматичар Мартин Мекдона у комадима попут Човек јастук, бави се неким темама и користи неке од техника апсурдизма, посебно подсећајући на Бекета и Пинтера.

## Позоришне карактеристике
Драме у овој групи су апсурдне у томе што се не фокусирају на логичке чинове, реалне појаве или традиционални развој ликова; уместо тога, они се фокусирају на људска бића заробљена у неразумљивом свету, подложна било којој појави, без обзира колико нелогична. Тема несхватљивости спојена је са неадекватношћу језика за стварање смислених људских веза. Према Мартину Еслину, апсурдизам је "неизбежна девалвација идеала, чистоће и сврхе" Апсурдистичка драма тражи од свог гледаоца да "сам донесе своје закључке, направи своје грешке". Иако се Театар апсурда може посматрати као бесмислица, они имају нешто да кажу и могу се разумети ". Еслин прави разлику између дефиниције апсурда у речнику ("ван хармоније" у музичком смислу) и драмског разумевања апсурда: "Апсурдно је оно што је без сврхе ... Одсечен од својих религијских, метафизичких и трансценденталних корена, човек је изгубљен; сви његови поступци постају бесмислени, апсурдни, бескорисни “.

### Ликови
Ликови у апсурдистичкој драми су изгубљени и лебде у неразумљивом универзуму и напуштају рационалност и дискурзивну мисао јер су ови приступи неадекватни. Многи се ликови појављују као аутомати заглављени у рутинама, говорећи само у клишеима (Јонеско је старца и старицу у Столицама назвао "übermarionettes"). Ликови су често стереотипни, архетипски или равни типови као у комедији дел арте.
Сложенији ликови су у кризи јер је свет око њих неразумљив. На пример, у многим Пинтеровим драмама ликови су заробљени у ограђеном простору, који је угрожен неком силом коју лик не може да разуме. Пинтерова прва драма била је Соба - у којој је главни лик Роуз, коју угрожава Рајли када упадне у њен сигуран простор, иако стварни извор претње остаје мистерија. Ова тема ликова у сигурном простору којој прети спољна сила се понавља у многим његовим каснијим радовима (можда најпознатији у „Рођендан“). У Посети Фридриха Диренмата, главном јунаку Алфреду прети Клер Заханасиан; Клер, најбогатија жена на свету, са телом које се распада и више мужева током представе, гарантовала је исплату свима у граду који су вољни да убију Алфреда. Ликови у апсурдистичкој драми могу се такође суочити са хаосом света ког су наука и логика напустили. Јонасков лик, Беренгер, на пример, суочен је са убицом без мотивације у драми Убица, а Беренгерови логични аргументи не успевају да убеде убицу да је убиство погрешно. У Носорогу, Беренгер остаје једини човек на Земљи који се није претворио у носорога и мора одлучити да ли ће се ускладити или не. Ликови се могу наћи заробљени у рутини или метафикционалној замисли, заробљени у причи. Насловни ликови у драми Розенкранц и Гилденстерн су мртви Тома Стопарда, на пример, налазе се у причи (Хамлет) у којој је исход већ написан.
У заплетима многих апсурдистичких представа налазе се ликови у међусобно зависним паровима, обично два мушкараца или мушкарац и жена. Неки тумачи Бекетови ово називају „псеудопаром“. Два лика могу бити отприлике једнака или и зависна један од другог (попут Владимира и Естрагона у Чекајући Годоа или су два главна лика уРозенкранц и Гилденстерн су мртви). Један лик може бити очигледно доминантан и може мучити пасиван лик (попут Поца и Ликија у Чекајући Годоа или Хама и Клова у Крају партије). Однос ликова може се драматично променити током представе (као на пример у Јонесковом Часу или у многим Олбијевим драмама, Животињској причи на пример).

### Језик
Упркос својој репутацији бесмисленог језика, велики део дијалога у апсурдистичким драмама је натуралистички. Тренуци када ликови прибегавају глупостима или клишејима, када се чини да су речи изгубиле денотативну функцију, стварајући тако неразумевање међу ликовима, чине Театар апсурда препознатљивим. Језик често добија одређену фонетски, ритмички, готово музички квалитет, отварајући широки спектар често комичне разиграности. Жан Тардије, на пример,у серији кратких комада Камерно позориште аранжирао језик као што се аранжира музика. Изразито апсурдистички језик креће се од бесмислених клишеја до игре речи у стилу водвиља или бесмислених глупости. На пример,Ћелава певачица, инспирисан је језиком књига у којој ће ликови размењивати празне клишее који никада нису били истинска комуникација или истинска веза. Такође, ликови у Ћелавој певачици, попут многих других апсурдистичких ликова, пролазе кроз рутински дијалог препун клишеа, а да у ствари не комуницирају ништа суштинско или не чине људску везу. У другим случајевима, дијалог је намерно елиптичан; језик позоришта апсурдиста постаје секундарни у односу на поезију конкретних и објективизираних слика позорнице. Многе Бекетове драме девалвирају језик због упечатљиве слике. Харолд Пинтер, познат по  "Пинтеровој паузи", представља суптилније елиптични дијалог. Често се примарне ствари којима би се ликови требали обратити замењују елипсом или цртицама. Следећа размена између Естона и Дејвиса у Настојнику је типична за Пинтера:
ЕСТОН: Мање или више баш оно што ти ......
ДЕЈВИС: Видиш, баш оно што ја хоћу ... што хоћу да кажем ... оно што бих хтео, то је ... то је ... мислим, какав посао ... (Пауза.)
ЕСТОН: Па, степениште, на пример ... и ... звона ...
ДЕЈВИС: А, да ли... да ли... да ли се са метлом ту нешто ради?
Велики део дијалога у апсурдистичкој драми (нарочито у Бекетовим и Оллбијевим драмама, на пример) одражава ту врсту избегавања и немогућност успостављања везе. Када је језик ттако наизглед бесмислен, то показује и раздвајање. Може се користити за комични ефекат, као у Ликијевом дугом говору у Годоу, када Поцо каже да Лики показује талент за "размишљање" што други ликови комично покушавају зауставити:
ЛИКИ: Узевши у обзир постојање као што произилази из недавних јавних радова Поенсона и Ватмана једног личног бога кваквакваква с белом брадом кваквакваква изван времена пространства који са висине своје божанске апатије своје божанске атамбије, своје божанске афазије нас воли са малим изузецима не зна се зашто, или ће доћи и пасти попут божанствене Миранде са онима који су не зна се зашто али има се времена, у болу ...
Бесмислице се такође могу злоупотребити, као у Пинтеровој Рођенданској забави када Голдберг и Меккан муче Стенлија наизглед бесмисленим питањима и погрешним закључцима:
ГОЛДБЕРГ: Шта употребљаваш као пиџаму?
СТЕНЛИ: Ништа.
ГОЛДБЕРГ: Загађујеш постељу у којој си се родио.
МЕККАН: А албижанска јерес?
ГОЛДБЕРГ: Ко је лажирао крикет меч у Мелбурну?
МЕККАН: А блажени Оливер Планкит?
ГОЛДБЕРГ: Говори, Вебер. Зашто је пиле прешло друм?
Као и у горњим примерима, бесмислено у театру апсурда може се такође користити за демонстрирање језичних граница док се пропитује или пародира детерминизам науке и спознаја истине. У Јонесковој Час, професор покушава натерати ученика да разуме његову бесмислену лекцију филологије:
ПРОФЕСОР:  ... на шпанском: "Руже моје баке су исто тако жуте као мој деда који је био Азијата"; на латинском: "Руже моје баке су исто тако жуте као мој деда који је био Азијата". Да ли запажате разлику? Преведите то на ... румунски
УЧЕНИЦА: "Ру ..." како се каже "руже" на румунском?
ПРОФЕСОР: Па  "руже" побогу … „Руже“ је превод на источњачки француске речи "руже", а на шпански "руже", схватате? На сарданапалски, "руже" ...

### Заплет
Традиционалне структуре заплета ретко су узимају у обзир у театру апсурда. Заплети се могу састојати од апсурдног понављања клишеа и рутине, као у Годоу или Ћелавој певачици. Често постоји претња спољне сила која остаје мистерија; на пример, на Рођендану, Голдберг и Меккан се сукобљавају са Станлијем, муче га апсурдним питањима и изгурају га на крају, али никада се не открива зашто. У каснијим Пинтеровим драмама, попут Настојника и Доласка, претња више не улази споља, већ постоји у скученом простору. Остали апсурдисти користе ову врсту завере, као у Деликатној равнотежи Едварда Олбија: Хари и Една су нашли уточиште у кући својих пријатеља Агнес и Тобијаса јер су се изненада уплашили. Имају потешкоћа да објасне шта их је уплашило:
ХАРИ: Није било ничега ... али били смо јако уплашени.
ЕДНА: Били смо ... престрављени.
ХАРИ: Уплашили смо се. Било је то као да смо изгубљени: врло млади, у мраку и изгубљени. Није било ... ствари ... од које би се ... требали бојати, али ...
ЕДНА: БИЛИ СМО ПРЕСТРАВЉЕНИ… А НИЈЕ БИЛО НИЧЕГА.
Одсутност, празнина, ништавило и неразрешене мистерије централне су карактеристике многих апсурдистичких заплета: на пример, у Столицама, стари пар дочекује велики број гостију у свом дому, али ови гости су невидљиви, тако да све што видимо су празне столице, приказ њиховог одсуства. Такође, радња Годоа усредсређена је на одсуство човека по имену Годо, кога ликови непрестано чекају. У многим Бекетовим каснијим представама већина одлика је одузета, а оно што је остало је минималистички представа: жена која полако корача напред-назад у Корацима, на пример, или у Дисању где је само хрпа смећа на позорници и чују се звукови дисања.
Заплет се такође може кретати око необјашњиве метаморфозе, натприродне промене или промене закона физике. На пример, у Јонесковом Амедеј или како га се отарасити, пар се мора носити са лешом који непрестано расте и расте. Јонеско никада у потпуности не открива идентитет леша, како је та особа умрла или зашто непрестано расте, али леш на крају, и опет без објашњења, одплута. У Жан Тардијевој Кључаоници љубавник посматра жену кроз кључаницу док скида одећу, а затим и своје тело.
Као и Пирандело, многи апсурдисти користе мета-театралне технике да би истражили испуњење улога, судбину и театралност позоришта. То важи за многе Жанеове драме: на пример, у Слушкињама две се слушкиње претварају да су љубавнице; у Балкону посетиоци бордела заузимају узвишене положаје у играма улога, али линија између позоришта и стварности почиње да замагљује. Други сложени пример тога је Розенкранц и Гилденстерн су мртви. То је представа о два споредна лика у Хамлету. Ови ликови имају различите сусрете са ликовима који изводе Мишоловку, игроказ унутар Хамлета. У Стопардовим Травестијама, Џејмс Џојс и Тристан Цара улазе и излазе из заплета драме Важно је звати се Ернест.
Заплети су често циклични: на пример, Крај партије почиње тамо где се драма завршава. На почетку драме, Клов каже:   "Готово, готово, готово, готово, мора бити скоро готово" а теме циклуса, рутине и понављања истражују се крозццело дело.